# Pieterskerkgracht

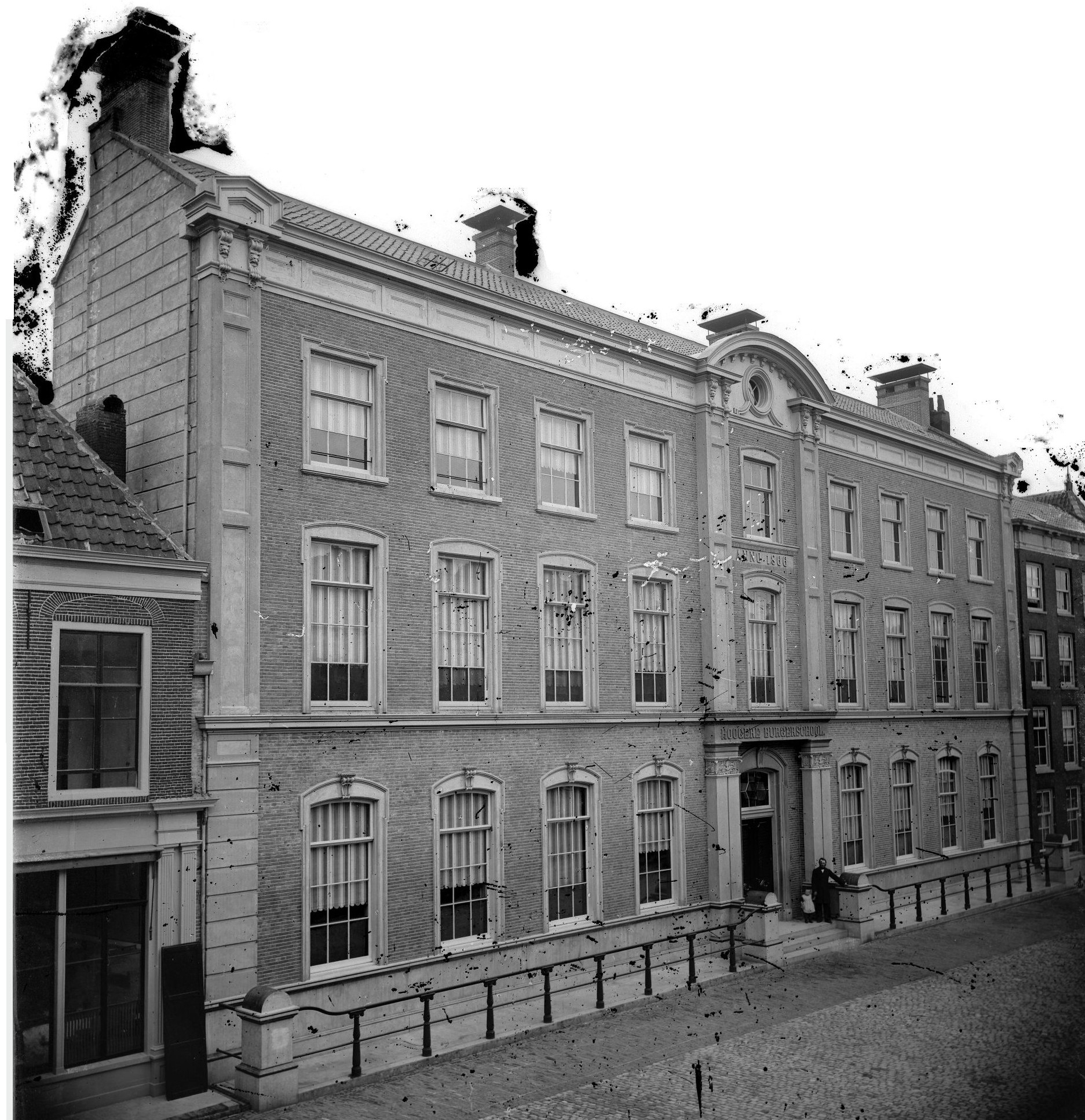
De Leidse HBS voor jongens aan de Pieterskerkgracht, gebouwd in 1866 en afgebroken in 1969

De Pieterskerkgracht is een straat en voormalige gracht in de Nederlandse stad Leiden. De straat ligt in de Pieterswijk en loopt van de Langebrug naar de Pieterskerkstraat, die uitmondt in het plein rond de Pieterskerk.
Van oudsher was de Pieterskerkgracht een van de waterlopen in het oudste gedeelte van Leiden. Vanaf de Langebrug, toentertijd Vollersgracht geheten, liep de gracht door tot de Nieuwsteeg, waar hij uitmondde in de Arkegracht. Voorafgaand aan de bouw van de Pieterskerk moeten de meest zuidelijke delen al in 1388 gedempt zijn. Het gedeelte ten noorden van de kerk werd in 1611 gedempt en voorzien van een gemetseld riool. Het riool onder de tegenwoordige Pieterskerkgracht werd in de zeventiende eeuw vervangen en het stuk onder de Pieterskerkstraat in 1894. Beide gedeeltes werden in 1985 gesloopt om plaats te maken voor een moderner systeem.
Aan de Pieterskerkgracht bevinden zich zeven Rijksmonumenten, op de nummers 5, 7, 9, 11, 14, 16 en 28. Pieterskerkgracht 5-7 is een voormalige gymnastiekschool met beheerderswoning. De kunstenaarsvereniging Ars Aemula Naturae is gevestigd in het zeventiende-eeuwse pand op nummer 9. Daarnaast telt de straat negen gemeentemonumenten.